# Thorens
Thorens er et tysk firma i Bergisch Gladbach. De er kendt for at producere pladespillere.

## Produkter
- Thorens pladespiller
CIMA museum (Centre International de la Mécanique d'Art)
- Thorens TD 124 (1957-1965)
- Thorens TD 125 Mk II (1972-1975)
- Thorens TD 160 (1972-1976)
- Thorens TD 126 Mk III (1979-1986)
- Thorens TD190-1 (2003)